# Depyfag
Die Depyfag war eine Explosivstofffabrik in Cleebronn im Landkreis Heilbronn im nördlichen Baden-Württemberg. In zivilen Zeiten stellte die Firma pyrotechnische Produkte für die Feuerwerkerei, sowie Zündwaren her, im Ersten und Zweiten Weltkrieg wurde Leucht- und Signalmunition produziert. Der Betrieb in Cleebronn bestand unter verschiedenen Namen von 1884 bis 1992.

## Geschichte
Das Unternehmen geht auf den von Louis Kleinknecht 1852 in Meimsheim gegründeten pyrotechnischen Betrieb zurück, der 1883 von dem Cleebronner Kaufmann Wilhelm Fischer (1859–1949) erworben und 1884 nach Cleebronn verlagert wurde. Der Standort des Betriebs war in der Schlossklinge unterhalb von Schloss Magenheim. Anfangs bestanden die Fabrikationsanlagen nur aus einem rund 3 × 4,50 m² großen Labor und einem separaten Lagermagazin. Der Betrieb florierte jedoch, und bis 1908 wurden die Anlagen insgesamt sechs Mal baulich erweitert. Um 1900 waren in dem Betrieb 40 bis 50 Arbeiter mit der Herstellung von Lustfeuerwerk beschäftigt. Inhaber Wilhelm Fischer wurde 1907 königlich württembergischer Hoffeuerwerker und verpachtete das Unternehmen 1910 an seinen Sohn Oscar, der 1912 Eigentümer und 1916 ebenfalls Hoffeuerwerker wurde. 1913 hatte der Betrieb 86 Beschäftigte und war das bedeutendste Unternehmen in Cleebronn. Der Gründer Wilhelm Fischer wurde 1929 zum Ehrenbürger von Cleebronn ernannt.
Im Ersten Weltkrieg wurde die Produktion auf Signal- und Leuchtmunition umgestellt, wobei eine Tagesproduktion von 25.000 Patronen erzielt wurde. 1915 kam es zu einer schweren Explosion, die den Betrieb schwer beschädigte, bei der jedoch niemand verletzt wurde. Der Wiederaufbau gelang nur durch Hinzunahme des Gesellschafters J. F. Eisfeld, damit einhergehend firmierte das Unternehmen künftig als Wilhelm Fischer GmbH.
In den 1920er Jahren nahm das Unternehmen eine wirtschaftlich günstige Entwicklung und wurde zur Wilhelm Fischer AG, Pyrotechnische Fabrik in Cleebronn umgewandelt, der der Aufkauf mehrerer Konkurrenten gelang, darunter 1926 die Berliner Kunstfeuerwerkerei Deichmann & Co. in Berlin, deren ehemaliger Besitzer Felix Deichmann die technische Leitung übernahm. Ebenfalls 1926 übernahm das Unternehmen auch die pyrotechnische Fabrik von Wilhelm Weiffenbach, wodurch auch Zündhölzer zu einem bedeutenden Segment des Unternehmens wurden, die Gesellschaft jedoch auch gleichzeitig in Abhängigkeit von der Deutschen Zündholz-Verkaufs-AG geriet. Die Zündholz-Exportzentrale in Hamburg erwarb schließlich 1927 die Aktienmehrheit des Unternehmens und verlegte dessen Sitz nach Berlin, wo es als Deutsche Pyrotechnische Fabriken AG (Depyfag) firmierte. Der vormalige Besitzer Oscar Fischer verkaufte 1930 seine letzten Anteile und gründete andernorts neue Unternehmen.
Der Betrieb in Cleebronn wurde nach schweren Hagelschlägen im April 1929 von der Gemeinde verpflichtet, künftig zur Wetterbeeinflussung bei Hagelgefahr „schwere Bomben“ in der Nähe der Fabrik und der gemeindeeigenen Kelter abzuschießen. Nach einem erneuten schweren Hagelschlag 1932 war die Bürgerschaft dann jedoch der Meinung, dass der Hagel überhaupt erst von den Hagelraketen herbeigeführt worden sei, so dass man danach auf die Hagelraketen wieder verzichtete.
In den 1930er Jahren gab es weitere Besitzerwechsel. Die Kloster Lechfeld GmbH Neumarkt erwarb 1937 einen großen Aktienanteil der Depyfag und fusionierte diese 1940 mit den Orion-Metallwerken zu einem Gesamtunternehmen innerhalb der Sprengstoffgruppe DAG/WASAG/Ligose. Unterdessen war die Produktion wieder den Munitionsanforderungen des Zweiten Weltkriegs angepasst und auf Leucht- und Signalmunition umgestellt worden. Zeitweise wurden über 600 Personen beschäftigt, die bis zum Jahr 1944 jährlich bis zu 15 Millionen Patronen fertigten.
In der Depyfag waren während des Zweiten Weltkriegs auch Zwangsarbeiter, vor allem russische Zivilarbeiterinnen, beschäftigt. 1943 lehnte die Gemeinde die Überlassung eines Geländes zur Aufstellung von Unterkunftsbaracken ab. Die Arbeiterinnen wurden danach im Naturfreundehaus und in einem älteren Haus im Ort untergebracht. Nachdem der Dachstuhl des Gasthauses Ochsen, in dem französische Kriegsgefangene untergebracht waren, abgebrannt war, wurde das Naturfreundehaus abgebrochen und in Cleebronn hinter der Kelter wieder aufgebaut.
Ende März 1945 wurde der Fabrikbetrieb eingestellt, und die Fabrikanlagen fielen teilweise der Demontage anheim. Doch bereits bis August 1945 kam es unter amerikanischer Betriebsleitung zu einem zaghaften Neubeginn, als wieder Zündwaren und außerdem Schädlingsbekämpfungsmittel produziert werden durften. 1948 kamen wieder Feuerwerksprodukte hinzu.
1950 wurde die Depyfag liquidiert, der Betrieb in Cleebronn der DAG zugeschlagen, die dort 1953 die Deutsche Pyrotechnischen Fabriken GmbH Cleebronn neu gründete. Im Februar 1953 ereigneten sich in der Depyfag und in einem anderen pyrotechnischen Betrieb in Cleebronn Explosionsunglücke, bei denen insgesamt vier Menschen den Tod fanden. Gegen Ende der 1950er Jahre wurden bis zu 200 Personen dort beschäftigt, später waren es etwa 160. 1991 erwarb das Unternehmen Buck die Anlagen in Cleebronn und firmierte dort unter Buck-Werke GmbH & Co., Werk Cleebronn, wobei die Produktion teilweise auf andere Produkte umgestellt und bereits am 31. März 1992 eingestellt wurde.
Der heute noch in Cleebronn ansässige Feuerwerkerei-Betrieb Zink Feuerwerk GmbH wurde 1949 von Paul Zink gegründet, einem langjährigen Depyfag-Mitarbeiter, der 1974 ebenfalls zum Ehrenbürger ernannt wurde.
Im Jahre 2014 wurde ein neues Unternehmen unter dem Namen Depyfag gegründet, das verschiedene Feuerwerkskörper unter diesem Namen vertreibt.